# Campagne de vaccination contre la Covid-19 en Belgique

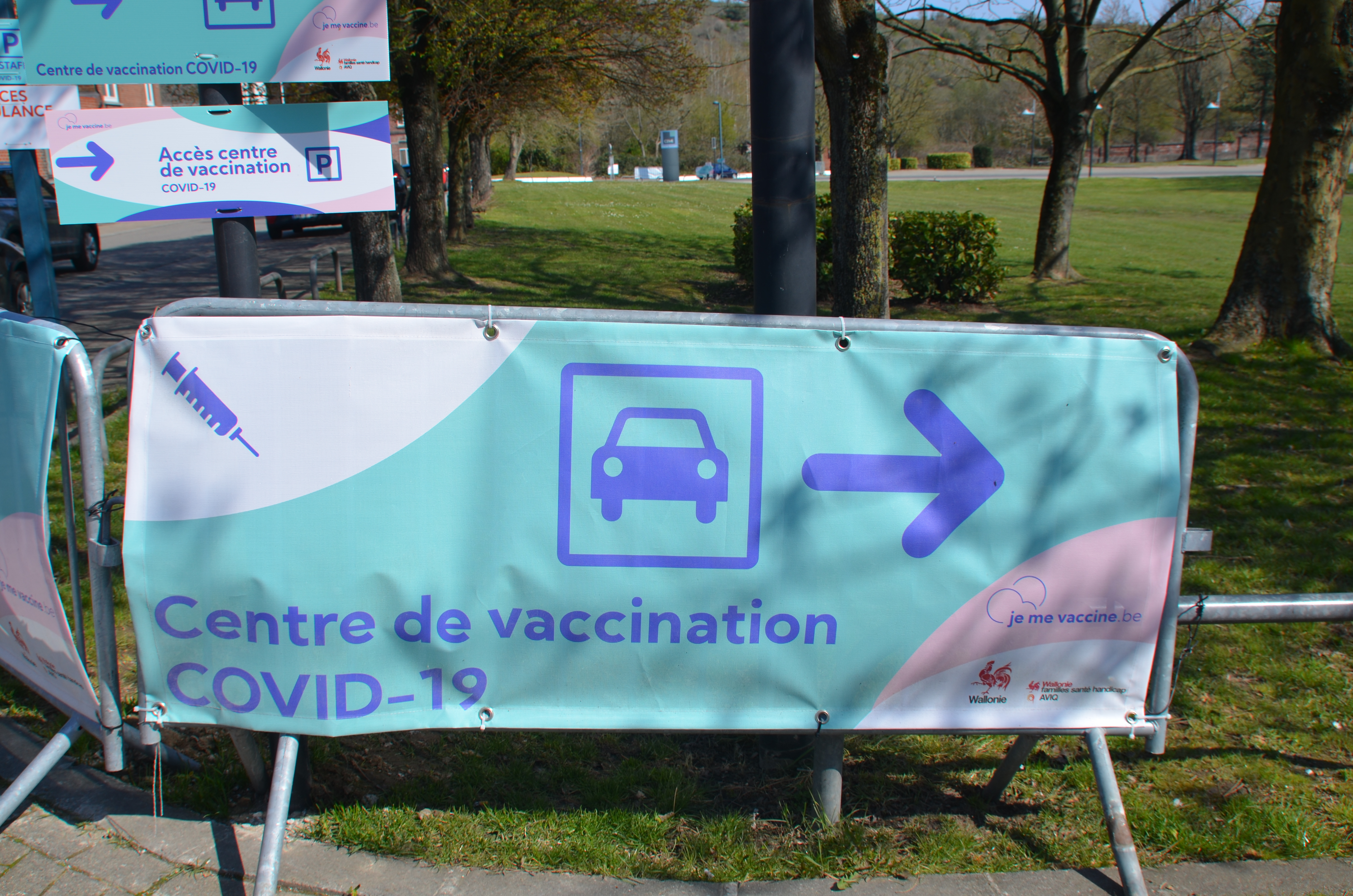
Signalisation d'un centre de vacination.

La Campagne de vaccination contre la Covid-19 en Belgique est un ensemble de mesures qui ont été annoncés le 16 novembre 2020 et plus tard par le gouvernement belge pour lutter contre la pandémie de Covid-19 en Belgique.

## Mesures
Le vaccin contre la Covid-19 a été mis à disposition gratuitement, sans obligation de  vaccination, mais avec l'intention de vacciner au moins 70% de la population belge, ce que le vice-premier ministre fédéral et ministre fédéral des Affaires sociales et de la Santé publique Frank Vandenbroucke a qualifié  d'important pour notre santé, notre vie sociale et l'économie. Pour cela, au moins 8 millions de Belges doivent être vaccinés.
Sur la base d'avis scientifiques et d'un débat public, la priorité a été déterminée. Frank Vandenbroucke a déclaré : Il semble évident que vous accordez la priorité à ceux qui travaillent dans les hôpitaux et les centres de soins résidentiels. Les personnes âgées ont également la priorité - comme pour le vaccin contre la grippe.
La Belgique a signé jusqu'à trois contrats négociés par la Commission européenne au nom des États membres avec les entreprises pour l'achat des vaccins COVID-19. À la mi-novembre 2020, la situation est telle qu'aucun vaccin n'est encore approuvé par l'Agence européenne des médicaments (EMA). Cette approbation est attendue au plus tôt début 2021.
Ceux qui acceptent d'être vaccinés n'auront pas le choix du gouvernement quant au vaccin à administrer dans la phase initiale de la campagne de vaccination.
Au 7 mars 2021, moins de 3 % de la population a été vaccinée complètement. La lenteur de la campagne de vaccination interpelle l'opposition et le gouvernement se justifie en mettant en cause des retards des laboratoires d’AstraZeneca, Pfizer et Moderna dans la livraison des doses de vaccin. D'autres causes, telles que d’importantes erreurs de logistique et des bugs informatiques à répétition, sont décelées.

## Force d'intervention
Un groupe de travail Opérationnalisation de la stratégie de vaccination contre le COVID-19 est mis en place pour déterminer la stratégie de vaccination, attribuer et soutenir les actions.
Ce groupe de travail sera composé de scientifiques, de représentants des services gouvernementaux fédéraux et des États, de gestionnaires de crise et de représentants d'organisations professionnelles et de groupes de travail techniques. Il est dirigé par le professeur Dirk Ramaekers, directeur médical du Limbourg Jessa Ziekenhuis.

## Déroulement de la vaccination
Le 2 décembre, le Premier ministre De Croo annonce que la Belgique commencerait la vaccination le 5 janvier 2021. Le ministre flamand de la Santé Wouter Beke (CD&V) prévoit la vaccination de quatre millions de Belges d'ici l'été 2021. Deux millions de vaccins ont été achetés au producteur américain Moderna. Des accords de fourniture de vaccins ont également été conclus avec AstraZeneca, Janssen Pharmaceutica, Pfizer - BioNTech et CureVac, par l'intermédiaire de la Commission européenne.
Le 4 décembre 2020, il est annoncé que Pfizer serait en mesure de produire 50 millions au lieu des 100 millions de doses promises de son vaccin Tozinameran cette année. Cela se produit, entre autres, dans Puurs. C'est bon pour la vaccination de 25 millions de personnes car le Tozinameran, comme les deux autres vaccins, nécessite deux doses. Cela n'aurait aucune conséquence sur la vaccination prévue en Belgique.
Fin février 2021, trois vaccins sont utilisés : Comirnaty de Pfizer/BioNTech, le vaccin COVID-19 Moderna et le vaccin COVID-19 AstraZeneca. Le calendrier de vaccination pour les trois vaccins comprend deux doses administrées à un intervalle recommandé de 21 jours (Comirnaty), 28 jours (COVID-19 Vaccine Moderna) ou 12 semaines (COVID-19 Vaccine AstraZeneca).

### Priorités
Le 3 décembre 2020, il est décidé que la vaccination serait divisée en phases:
| Ordre      | Groupe prioritaire                                            | Nombre d'éligibles (estimé) | Nombre de doses ciblées | Progression    |
| ---------- | ------------------------------------------------------------- | --------------------------- | ----------------------- | -------------- |
| Janvier    |                                                               |                             |                         |                |
| 1          | Résidents et personnel maisons de repos et de soins           | 424 000                     | jusqu'à 850 000         | Terminé        |
| 2          | Professionnels des soins de santé hôpitaux                    | 424 000                     | jusqu'à 850 000         | Terminé        |
| Février    |                                                               |                             |                         |                |
| 3          | Professionnels des soins de santé 1ère ligne                  | 456 000                     | jusqu'à 920 000         | Terminé        |
| 4          | Institutions collectives de soins et autre personnel hôpitaux | 456 000                     | jusqu'à 920 000         | Terminé        |
| Mars-avril |                                                               |                             |                         |                |
| 5          | Population (+65)                                              | 2 000 000                   | jusqu'à 4 000 000       | Terminé        |
| Avril-mai  |                                                               |                             |                         |                |
| 6          | Patients à risque (comorbidités)                              | 1 500 000                   | jusqu'à 3 000 000       | Terminé        |
| 7          | Fonctions essentielles                                        | À définir                   | À définir               | Terminé        |
| 8          | Athlètes olympiques et paralympiques                          | 121                         | jusqu'à 250             | Terminé        |
| Juin       |                                                               |                             |                         |                |
| 9          | Population générale (12+)                                     | 10 000 000                  | jusqu'à 20 000 000      | En progression |

#### Premières vaccinations
Jos Hermans (96 ans) dans un centre d'hébergement à Puurs, est le premier Flamand à recevoir le vaccin Pfizer le 28 décembre 2020. En Wallonie, la première a été pour Josepha Delmotte, 102 ans. Fin décembre, le groupe de travail a donné son feu vert pour démarrer symboliquement la vaccination le 28 décembre 2020 en vaccinant les premières personnes dans trois centres d'hébergement sélectionnés dans les trois régions. La véritable stratégie de vaccination (phase 1a) démarre le 5 janvier.
La stratégie de vaccination dans les centres de soins résidentiels a été prévue pour s'achever vers la fin du mois de février. À partir de mars, ce sera au tour du personnel hospitalier et du personnel de soins primaires, ainsi que des foyers pour handicapés.
La phase 1b comprend la vaccination des patients à risque, tels que les malades chroniques et les plus de 65 ans. Cela se produirait en mai, selon la disponibilité des vaccins.
Le 8 janvier 2021, le ministre de la Santé Frank Vandenbroucke (sp.a) et des experts du groupe de travail compétent de la Chambre ont annoncé que la stratégie de vaccination sera accélérée. À partir de fin janvier, ce sera au tour du personnel soignant, à partir de mars les plus de 65 ans et les patients à risque. Le reste de la population est vacciné à partir de juin. Le nombre de centres de vaccination sera porté à 200. Ils souhaitent que toute la campagne soit achevée d'ici septembre.

#### Commandes
La ministre de l'Intérieur Annelies Verlinden a annoncé le 29 décembre 2020 que la police fédérale procéderait à des contrôles supplémentaires sur les obligations de retour des voyageurs le week-end suivant. Ils auront lieu dans les aéroports et les gares internationales et sur les routes.

## Centres de vaccination en Belgique
Début décembre 2020, la Conférence interministérielle de santé publique a pris des décisions concernant la stratégie à suivre. L'Université d'Anvers a déconseillé la vaccination des médecins généralistes en raison de problèmes logistiques.
L'étude des économistes des transports Wouter Dewulf et Roel Gevaers propose une vaccination prioritaire dans leur propre environnement pour le personnel hospitalier, le personnel soignant et les résidents des centres de soins résidentiels. Ils plaident pour le déploiement de brigades volantes qui vaccineront le vaccin sur place.
Enfin, l'ordre des groupes prioritaires sera déterminé par le gouvernement car la Belgique recevra les vaccins par étapes. Roel Van Giel, président de l'association des médecins généralistes Domus Medica, a convenu: Il y a toujours une différence entre les intérêts de la santé et les intérêts économiques. En fin de compte, c'est une décision politique.
L'approche via un centre de vaccination centralisé pour tous les Belges ou une approche très décentralisée via les pharmaciens et les cabinets de généralistes a été rejetée par Van Giel. Le raisonnement ici est que les gens abandonnent en raison du déplacement important et des problèmes logistiques qui se poseraient si la vaccination était effectuée par l'intermédiaire de médecins généralistes. En outre, il y a le problème de la conservation des vaccins et de leur température de stockage spécifique et la charge administrative impliquée.
La centralisation de l'essentiel des vaccinations via quarante à soixante-dix centres de vaccination a été retenue par le président de l'association des médecins généralistes si cela se fait sous la coordination des médecins généralistes. Le 8 janvier 2021, le ministre de la Santé Frank Vandenbroucke (sp.a) et des experts du groupe de travail compétent de la Chambre ont annoncé que le nombre de centres de vaccination sera porté à 200. Ils souhaitent que l'ensemble de la campagne soit achevé en septembre 2021. En Flandre, 94 centres de vaccination sont prévus pour vacciner les personnes de plus de 65 ans à partir du 1er mars.

### Premier centre de vaccination
L'Hôpital militaire Reine Astrid de l'Armée belge à Neder-over-Heembeek sera converti en centre de vaccination. Il devrait pouvoir vacciner 1 000 personnes par jour. La Défense met également à disposition dix équipes mobiles de vaccination.

### Flandre
Au cours du mois de janvier 2021, les communes flamandes et le gouvernement flamand se sont mis d'accord sur une centaine de centres, dont:
- À Anvers: centre nouvellement construit sur le parc Spoor Oost
- À Gand: Flanders Expo
- À Malines: le Nekkerhal[14]

Le coût par ville de la mise en place d'un centre de vaccination est très différent; pour certaines autorités, il n'y a pas de coûts supplémentaires importants (comme l'endroit où la ville est propriétaire de l'emplacement) tandis que d'autres s'attendent à des coûts de location pouvant atteindre des millions, par exemple.

## La vaccination et les Belges
Selon une enquête menée auprès de 830 médecins généralistes belges en novembre 2020, il est apparu que 37% n'avaient pas l'intention de se vacciner dans l'immédiat. Un tiers d'entre eux ne recommanderont voire déconseilleront la vaccination de leurs patients. Lors de la campagne de vaccination, il est apparu que 40% du personnel des centres de soins résidentiels à Bruxelles ne souhaitaient pas se faire vacciner, en Wallonie un quart. En Flandre, six pour cent refusent le vaccin. On pense que la moindre volonté du côté francophone est due au mouvement anti-vaccination et à l'influence de la France, où la culture vaccinale n'est pas grande.

## Vaccination et réouverture des secteurs en Belgique
Le 11 mai 2021, Le gouvernement fédéral et les gouvernements des entités fédérées réunis ce jour en Comité de concertation ont décidé d’un vaste Plan « été ». Ce plan prévoit un retour à une vie plus normale en quatre étapes. Si le nombre de lits occupés en soins intensifs par des patients covid continue d’évoluer dans la direction du seuil des 500 lits et si la campagne de vaccination se déroule comme prévu, le Plan « été » se déploiera en quatre étapes majeures.
| Les mesures peuvent inclure | Date d'achèvement estimée     | Pourcentage cible de la population éligible vaccinée                                                                       | Statut                    |
| --- | ----------------------------- | --- | ------------------------- |
| Phase 1 |                               | |                           |
| - Contacts sociaux: 4 personnes à l'extérieur (enfants exceptés) - Télétravail: 1 retour par semaine - Horeca: 5h00 - 23h30 par 4 ou par famille/table, 1m50 entre les groupes - Sport (non professionnel): 50 à l'intérieur, 100 à l'extérieur - Événements: 200 personnes à l'intérieur - Activités jeunesse et camps: 50 personnes, pas de nuitée - Fêtes et réceptions à l'intérieur: 50 personnes, selon les règles Horeca - Cultes, mariages et funérailles: 100 personnes à l'intérieur, 200 personnes à l'extérieur - Parcs nature, parcs animaliers et parcs d'attractions: également ouverts à l'intérieur - Fitness, cinémas, bowling et saunas: ouvert en veillant à la ventilation - Foires, braderies, brocantes et marchés aux puces | 9 juin 2021-maintenant        | 80 % des personnes vulnérables auront reçu au moins une injection Moins de 500 patients covid en unités de soins intensifs | Activé                    |
| Phase 2 |                               | |                           |
| - Contacts sociaux: Max. 8 personnes (en dehors de la famille) - Travail: Télétravail conseillé, teambuilding possible - Horeca: Max. 8 personnes par table, heure de fermeture 1h00 - Shopping: avec port du masque - Camps de jeunes: 100 personnes, avec nuitée - Maisons de vacances: Max. 8 pers. (en dehors de la famille), illimité pour les logements > 15 pers. selon les protocoles - Fêtes et réceptions à l'intérieur: Max. 8 personnes par table, heure de fermeture 1h00 - Événements: Intérieur: 2 000 personnes, Extérieur: 2 500 personnes - Foires, braderies, brocantes et marchés (aux puces): avec port du masque - Cultes, mariages et funérailles: 200 personnes à l'intérieur, 400 personnes à l'extérieur                  | 27 juin 2021-maintenant       | 60 % des adultes auront reçu au moins une injection Moins de 500 patients covid en unités de soins intensifs               | Activé                    |
| Phase 3 |                               | |                           |
| - Événements: Intérieur: 3 000 personnes, Extérieur: 5 000 personnes - Foires commerciale: autorisées - Fêtes et réceptions à l'intérieur: 250 personnes, selon les règles Horeca - Camps de jeunes: 200 personnes, avec nuitée | 30 juillet 2021-maintenant    | 70 % des adultes auront reçu au moins une injection Moins de 500 patients covid en unités de soins intensifs               | Activé                    |
| Phase 4 |                               | |                           |
| - Événements: Intérieur: à confirmer, Extérieur: à confirmer - Événements de masse: autorisés - Camps de jeunes: sans restriction - Cultes, mariages et funérailles: sans restriction - Fêtes et réceptions à l'intérieur: sans restriction - Foires, braderies, brocantes et marchés (aux puces): sans restriction | 1er septembre 2021-maintenant | 70 % des adultes entièrement vaccinés Moins de 500 patients covid en unités de soins intensifs                             | Activé (sauf à Bruxelles) |